# Razzie Award al peggior regista
Il Razzie Award al peggior regista (Razzie Award for Worst Director) è un premio annuale assegnato dai Golden Raspberry Awards al peggior regista dell'anno. 
Di seguito sono elencati i vari registi che sono stati nominati, e che hanno vinto in questa categoria. Il premio è stato assegnato per la prima volta durante il 1980. 
I registi che hanno ottenuto più riconoscimenti in questa categoria sono John Derek, M. Night Shyamalan e Michael Bay con due premi ciascuno. Dal 1980 sino ad oggi ci sono stati solo due vincitori che si sono recati di persona alla cerimonia e hanno accettato il premio: Paul Verhoeven per Showgirls, e Tom Green per Freddy Got Fingered. 
Gli unici registi italiani a venire nominati nella categoria sono stati Franco Zeffirelli per Amore senza fine (1981) e Roberto Benigni per Pinocchio (2002).

## Edizioni

### 1980
- 1980
  - Robert Greenwald - Xanadu
  - John G. Avildsen - La formula (The Formula)
  - Brian De Palma - Vestito per uccidere (Dressed to Kill)
  - William Friedkin - Cruising
  - Richard Fleischer - La febbre del successo (Il cantante di jazz) (The Jazz Singer)
  - Stanley Kubrick - Shining (The Shining)
  - Michael Ritchie - L'isola (The Island)
  - John Trent - La voglia addosso (Middle Age Crazy)
  - Nancy Walker - Can't Stop the Music
  - Gordon Willis - Windows
- 1981
  - Michael Cimino - I cancelli del cielo (Heaven's Gate)
  - John Derek - Tarzan, l'uomo scimmia (Tarzan, the Ape Man)
  - Blake Edwards - S.O.B.
  - Frank Perry - Mammina cara (Mommie Dearest)
  - Franco Zeffirelli - Amore senza fine (Endless Love)
- 1982
  - Ken Annakin - Il film pirata (The Pirate Movie)
- 1982
  - Terence Young - Inchon
  - Matt Cimber - Butterfly - Il sapore del peccato (Butterfly)
  - John Huston - Annie
  - Hal Needham - Megaforce
- 1983
  - Peter Sasdy - Il prezzo del successo (The Lonely Lady)
  - Joe Alves - Lo squalo 3 (Jaws 3-D)
  - Brian De Palma - Scarface
  - John Herzfeld - Due come noi (Two of a Kind)
  - Hal Needham - Stroker Ace
- 1984
  - John Derek - Bolero Extasy (Bolero)
  - Bob Clark - Nick lo scatenato (Rhinestone)
  - Brian De Palma - Omicidio a luci rosse (Body Double)
  - John Guillermin - Sheena, regina della giungla (Sheena)
  - Hal Needham - La corsa più pazza d'America n. 2 (Cannonball Run II)
- 1985
  - Sylvester Stallone - Rocky IV
  - Richard Brooks - Febbre di gioco (Fever Pitch)
  - Michael Cimino - L'anno del dragone (Year of the Dragon)
  - George Pan Cosmatos - Rambo 2 - La vendetta (Rambo: First Blood Part II)
  - Hugh Hudson - Revolution
- 1986
  - Prince - Under the Cherry Moon
  - Jim Goddard - Shanghai Surprise
  - Willard Huyck - Howard e il destino del mondo (Howard the Duck)
  - Stephen King - Brivido (Maximum Overdrive)
  - Michelle Manning - Blue City
- 1987
  - Norman Mailer - I duri non ballano (Tough Guys Don't Dance)
- 1987
  - Elaine May - Ishtar
  - James Foley - Who's That Girl
  - Joseph Sargent - Lo squalo 4 - La vendetta (Jaws: The Revenge)
  - Paul Weiland - Leonard salverà il mondo (Leonard Part 6)
- 1988
  - Blake Edwards - Intrigo a Hollywood (Sunset)
- 1988
  - Stewart Raffill - Il mio amico Mac (Mac and Me)
  - Michael Dinner - Don, un cavallo per amico (Hot to Trot)
  - Roger Donaldson - Cocktail
  - Peter MacDonald - Rambo III
- 1989
  - William Shatner - Star Trek V: L'ultima frontiera (Star Trek: The Final Frontier)
  - John G. Avildsen - Karate Kid III - La sfida finale (The Karate Kid, Part III)
  - Jim Drake - La corsa più pazza del mondo 2 (Speed Zone!)
  - Rowdy Herrington - Il duro del Road House (Road House)
  - Eddie Murphy - Harlem Nights

### 1990
- 1990
  - John Derek - I fantasmi non possono farlo (Ghosts Can't Do It)
  - John G. Avildsen - Rocky V
  - Brian De Palma - Il falò delle vanità (The Bonfire of the Vanities)
  - Renny Harlin - Le avventure di Ford Fairlane (The Adventures of Ford Fairlane)
  - Prince - Graffiti Bridge
- 1991
  - Michael Lehmann - Hudson Hawk - Il mago del furto (Hudson Hawk)
  - Dan Aykroyd - Nient'altro che guai (Nothing but Trouble)
  - William A. Graham - Ritorno alla laguna blu (Return to the Blue Lagoon)
  - David Kellogg - Cool as Ice
  - John Landis - Oscar - Un fidanzato per due figlie (Oscar)
- 1992
  - David Seltzer - Vite sospese (Shining Through)
  - Danny DeVito - Hoffa - Santo o mafioso? (Hoffa)
  - John Glen - Cristoforo Colombo - La scoperta (Christopher Columbus: The Discovery)
  - Barry Levinson - Toys - Giocattoli (Toys)
  - Kenny Ortega - Gli strilloni (Newsies)
- 1993
  - Jennifer Chambers Lynch - Boxing Helena
  - Uli Edel - Body of Evidence - Il corpo del reato (Body of Evidence)
  - Adrian Lyne - Proposta indecente (Indecent Proposal)
  - John McTiernan - Last Action Hero - L'ultimo grande eroe (Last Action Hero)
  - Phillip Noyce - Sliver
- 1994
  - Steven Seagal - Sfida tra i ghiacci (On Deadly Ground)
  - Lawrence Kasdan - Wyatt Earp
  - John Landis - Beverly Hills Cop III - Un piedipiatti a Beverly Hills III (Beverly Hills Cop III)
  - Rob Reiner - Genitori cercasi (North)
  - Richard Rush - Il colore della notte (Color of Night)
- 1995
  - Paul Verhoeven - Showgirls
  - Renny Harlin - Corsari (Cutthroat Island)
  - Roland Joffé - La lettera scarlatta (The Scarlet Letter)
  - Frank Marshall - Congo
  - Kevin Reynolds - Waterworld
- 1996
  - Andrew Bergman - Striptease
  - John Frankenheimer - L'isola perduta (The Island of Doctor Moreau)
  - Stephen Frears - Mary Reilly
  - John Landis - The Stupids
  - Brian Levant - Una promessa è una promessa (Jingle All the Way)
- 1997
  - Kevin Costner - L'uomo del giorno dopo (The Postman)
  - Jan de Bont - Speed 2 - Senza limiti (Speed 2: Cruise Control)
  - Luis Llosa - Anaconda
  - Joel Schumacher - Batman & Robin
  - Oliver Stone - U Turn - Inversione di marcia (U Turn)
- 1998
  - Gus Van Sant - Psycho
  - Michael Bay - Armageddon - Giudizio finale (Armageddon)
  - Jeremiah S. Chechik - The Avengers - Agenti speciali (The Avengers)
  - Roland Emmerich - Godzilla
  - Alan Smithee - Hollywood brucia (An Alan Smithee Film: Burn Hollywood Burn)
- 1999
  - Barry Sonnenfeld - Wild Wild West
  - Jan de Bont - Haunting - Presenze (The Haunting)
  - Dennis Dugan - Big Daddy - Un papà speciale (Big Daddy)
  - Peter Hyams - Giorni contati - End of Days (End of Days)

### 2000
- 2000
  - Roger Christian - Battaglia per la Terra - Una saga dell'anno 3000 (Battlefield Earth: A Saga of the Year 3000)
  - Joe Berlinger - Il libro segreto delle streghe: Blair Witch 2 (Book of Shadows: Blair Witch 2)
  - Steven Brill - Little Nicky - Un diavolo a Manhattan (Little Nicky)
  - Brian DePalma - Mission to Mars
  - John Schlesinger - Sai che c'è di nuovo? (The Next Best Thing)
- 2001
  - Tom Green - Freddy Got Fingered
  - Michael Bay - Pearl Harbor
  - Peter Chelsom - Amori in città... e tradimenti in campagna (Town & Country)
  - Vondie Curtis-Hall - Glitter
  - Renny Harlin - Driven
- 2002
  - Guy Ritchie - Travolti dal destino (Swept Away)
  - Roberto Benigni - Pinocchio
  - Tamra Davis - Crossroads - Le strade della vita (Crossroads)
  - Ron Underwood - Pluto Nash (The Adventures of Pluto Nash)
- 2003
  - Martin Brest - Amore estremo - Tough Love (Gigli)
  - Robert Iscove - From Justin to Kelly
  - Mort Nathan - Boat Trip
  - Fratelli Wachowski - Matrix Reloaded e Matrix Revolutions
  - Bo Welch - Il gatto... e il cappello matto (The Cat in the Hat)
- 2004
  - Pitof - Catwoman
  - Bob Clark - Un genio in pannolino 2 (Superbabies: Baby Geniuses 2)
  - Renny Harlin e Paul Schrader - L'esorcista - La genesi (Exorcist 4: The Beginning)
  - Oliver Stone - Alexander
  - Keenen Ivory Wayans - White Chicks
- 2005
  - John Mallory Asher - Dirty Love - Tutti pazzi per Jenny (Dirty Love)
  - Uwe Boll - Alone in the Dark
  - Jay Chandrasekhar - Hazzard (The Dukes of Hazzard)
  - Nora Ephron - Vita da strega (Bewitched)
  - Lawrence Guterman - The Mask 2 (Son of the Mask)
- 2006
  - M. Night Shyamalan - Lady in the Water
  - Uwe Boll - BloodRayne
  - Michael Caton-Jones - Basic Instinct 2
  - Ron Howard - Il codice da Vinci (The Da Vinci Code)
  - Keenen Ivory Wayans - Quel nano infame (Little Man)
- 2007
  - Chris Sivertson - Il nome del mio assassino (I Know Who Killed Me)
  - Dennis Dugan - Io vi dichiaro marito e... marito (I Now Pronounce You Chuck and Larry)
  - Roland Joffé - Captivity
  - Brian Robbins - Norbit
  - Fred Savage - Il campeggio dei papà (Daddy Day Camp)
- 2008
  - Uwe Boll - Tunnel Rats (1968 Tunnel Rats), In the Name of the King (In the Name of the King: A Dungeon Siege Tale), Postal
  - Jason Friedberg e Aaron Seltzer - Disaster Movie e 3ciento - Chi l'ha duro... la vince (Meet the Spartans)
  - Tom Putnam - The Hottie and the Nottie
  - Marco Schnabel - Love Guru (The Love Guru)
  - M. Night Shyamalan - E venne il giorno (The Happening)
- 2009
  - Michael Bay - Transformers - La vendetta del caduto (Transformers: Revenge of the Fallen)
  - Phil Traill - A proposito di Steve (All About Steve)
  - Walt Becker - Daddy Sitter (Old Dogs)
  - Stephen Sommers - G.I. Joe - La nascita dei Cobra (G.I. Joe: The Rise of Cobra)
  - Brad Silberling - Land of the Lost

### 2010
- 2010
  - M. Night Shyamalan - L'ultimo dominatore dell'aria (The Last Airbender)
  - David Slade - The Twilight Saga: Eclipse
  - Sylvester Stallone - I mercenari - The Expendables (The Expendables)
  - Jason Friedberg e Aaron Seltzer - Mordimi (Vampires Suck)
  - Michael Patrick King - Sex and the City 2
- 2011
  - Dennis Dugan - Jack e Jill (Jack and Jill), Mia moglie per finta (Just Go with It)
  - Michael Bay - Transformers 3 (Transformers: Dark of the Moon)
  - Tom Brady - Bucky Larson: Born to Be a Star
  - Bill Condon - The Twilight Saga: Breaking Dawn - Parte 1 (The Twilight Saga: Breaking Dawn)
  - Garry Marshall - Capodanno a New York (New Year's Eve)
- 2012
  - Bill Condon - The Twilight Saga: Breaking Dawn - Parte 2 (The Twilight Saga: Breaking Dawn – Part 2)
  - Sean Anders - Indovina perché ti odio (That's My Boy)
  - Peter Berg - Battleship
  - Tyler Perry - Good Deeds, Madea's Witness Protection
  - John Putch - Atlas Shrugged: Part II
- 2013
  - I 13 registi di Comic Movie (Movie 43)
  - Dennis Dugan - Un weekend da bamboccioni 2 (Grown Ups 2)
  - Tyler Perry - A Madea Christmas e Tyler Perry's Temptation
  - M. Night Shyamalan - After Earth
  - Gore Verbinski - The Lone Ranger
- 2014
  - Michael Bay - Transformers 4 - L'era dell'estinzione (Transformers: Age of Extinction)
  - Darren Doan - Kirk Cameron's Saving Christmas
  - Renny Harlin - Hercules - La leggenda ha inizio (The Legend of Hercules)
  - Jonathan Liebesman - Tartarughe Ninja (Teenager Mutant Ninja Turtles)
  - Seth MacFarlane - Un milione di modi per morire nel West (A Million Ways to Die in the West)
- 2015
  - Josh Trank - Fantastic 4 - I Fantastici Quattro (Fantastic Four)
  - Andy Fickman - Il superpoliziotto del supermercato (Paul Blart: Mall Cop 2)
  - Tom Six - The Human Centipede 3 (Final Sequence)
  - Sam Taylor-Johnson - Cinquanta sfumature di grigio (Fifty Shades of Grey)
  - Andy e Lana Wachowski - Jupiter - Il destino dell'universo (Jupiter Ascending)
- 2016
  - Dinesh D'Souza - Hillary's America: The Secret History of the Democratic Party
  - Roland Emmerich - Independence Day - Rigenerazione (Independence Day: Resurgence)
  - Tyler Perry - Boo! A Madea Halloween
  - Alex Proyas - Gods of Egypt
  - Zack Snyder - Batman v Superman: Dawn of Justice
  - Ben Stiller - Zoolander 2
- 2017
  - Tony Leondis - Emoji - Accendi le emozioni (The Emoji Movie)
  - Darren Aronofsky - Madre! (Mother!)
  - Michael Bay - Transformers - L'ultimo cavaliere (Transformers: The Last Knight)
  - James Foley - Cinquanta sfumature di nero (Fifty Shades Darker)
  - Alex Kurtzman - La mummia (The Mummy)
- 2018
  - Etan Cohen - Holmes & Watson - 2 de menti al servizio della regina (Holmes & Watson)
  - Kevin Connolly - Gotti - Il primo padrino (Gotti)
  - James Foley - Cinquanta sfumature di rosso (Fifty Shades Freed)
  - Brian Henson - Pupazzi senza gloria (The Happytime Murders)
  - Michael e Peter Spierig - La vedova Winchester (Winchester)
- 2019
  - Tom Hooper - Cats
  - Fred Durst - The Fanatic
  - James Franco - Zeroville
  - Adrian Grunberg - Rambo: Last Blood
  - Neil Marshall - Hellboy

### 2020
- 2020
  - Sia - Music
  - Charles Band - Barbie & Kendra Storm Area 51 e Barbie & Kendra Save the Tiger King
  - Barbara Białowąs e Tomasz Mandes - 365 giorni (365 Dni)
  - Stephen Gaghan - Dolittle
  - Ron Howard - Elegia americana (Hillbilly Elegy)
- 2021
  - Christopher Ashley - Diana
  - Stephen Chbosky - Caro Evan Hansen (Dear Evan Hansen)
  - Coke Daniels - Karen
  - Renny Harlin - The Misfits
  - Joe Wright - La donna alla finestra (The Woman in the Window)
- 2022
  - Machine Gun Kelly e Mod Sun - Good Mourning
  - Judd Apatow - Nella bolla (The Bubble)
  - Andrew Dominik - Blonde
  - Daniel Espinosa - Morbius
  - Robert Zemeckis - Pinocchio
- 2023
  - Rhys Frake-Waterfield - Winnie-the-Pooh - Sangue e miele
  - David Gordon Green - L'esorcista - Il credente
  - Peyton Reed - Ant-Man and the Wasp: Quantumania
  - Scott Waugh - I mercenari 4 - Expendables
  - Ben Wheatley - Shark 2 - L'abisso
- 2024
  - Francis Ford Coppola - Megalopolis[1]
  - S. J. Clarkson - Madame Web
  - Todd Phillips - Joker: Folie à Deux,
  - Eli Roth - Borderlands
  - Jerry Seinfeld - Unfrosted - Storia di uno snack americano